# Lahusa Susua
Lahusa Susua is een bestuurslaag in het regentschap Nias Selatan van de provincie Noord-Sumatra, Indonesië. Lahusa Susua telt 589 inwoners (volkstelling 2010).